# 마쓰우라 시게지로
마쓰우라 시게지로(일본어: 松浦 鎮次郎, 1872년 2월 18일 ~ 1945년 9월 28일)은 일본의 관료, 교육자이다.

## 경력
- 1927년 7월 19일: 경성제국대학 총장
- 1929년 10월 9일: 규슈 제국대학 총장
- 1936년 11월 21일: 규슈 제국대학 명예교수

## 참고 문헌
- 일본 국립공문서관 소장 〈이력서 (3명) 중 마쓰우라 시게지로〉(아시아역사자료센터, 레퍼런스 코드 A06050357700)